# Dryobates
Dryobates este un gen de păsări din familia ciocănitoarelor Picidae. Speciile sunt larg răspândite și apar atât în Eurasia, cât și în America.

## Taxonomie
Genul Dryobates a fost denumit de naturalistul german Friedrich Boie în 1826, specia tip fiind ciocănitoarea americană mică (Dryobates pubescens). Denumirea genului Dryobates provine din cuvântul compus grecesc δρυο-βάτης: „umblător prin pădure”; din δρῦς : drus (genitiv δρυός: dryós) care înseamnă „pădure” și -βάτης: -bátēs care înseamnă „umblător”. În eBird/Clements Checklist of Birds of the World, genul Dryobates este extins pentru a include toate speciile din Leuconotopicus și Veniliornis.
Genul conține următoarele specii:
| Imagine | Nume comun                  | Denumire științifică  | Distribuție |
| ------- | --------------------------- | --------------------- | --- |
|         | Ciocănitoarea lui Nuttall   | Dryobates nuttallii   | nordul Californiei, care se extinde spre sud, spre regiunea de nord-vest a Baja California, Mexic |
|         | Ciocănitoare americană mică | Dryobates pubescens   | America de Nord |
|         | Ciocănitoare mexicană       | Dryobates scalaris    | Sud-vestul Statelor Unite (la nord până în sudul extrem al statului Nevada și sud-estul extrem al statului Colorado), cea mai mare parte a Mexicului și, local, în America Centrală până în Nicaragua |
|         | Ciocănitoare pestriță mică  | Dryobates minor       | Europa și Asia de Nord |
|         | Ciocănitoare cu piept roșu  | Dryobates cathpharius | Bhutan, China, India, Myanmar și Nepal |
|         | Ciocănitoare cu guler       | Dryobates pernyii     | Bangladesh, China, Laos, Myanmar, Thailanda și Vietnam |